# Hokkaido Consadole Sapporo
El Hokkaido Consadole Sapporo (北海道コンサドーレ札幌) és un club de futbol japonès de la ciutat de Sapporo, a l'illa de Hokkaido.
El nom del club de "Consadole" està format per consado, un revers de la paraula japonesa Dosanko (道 産 子, que significa "gent d'Hokkaido") i l'expressió espanyola Ole.

## Història
El Consadole nasqué l'any 1935 amb el nom de Toshiba Horikawa-cho Soccer Club a la ciutat de Kawasaki. Jugà a la 2a divisió de la Japan Soccer League el 1978 i amb el nom de Toshiba Soccer Club (1980) ascendí a primera el 1989. Posteriorment jugà a la Japan Football League (1992-1995). El 1996 es traslladà a Sapporo i el club adoptà el nom de Hokkaido Football Club i competí amb el nou nom de Consadole Sapporo.

## Futbolistes destacats

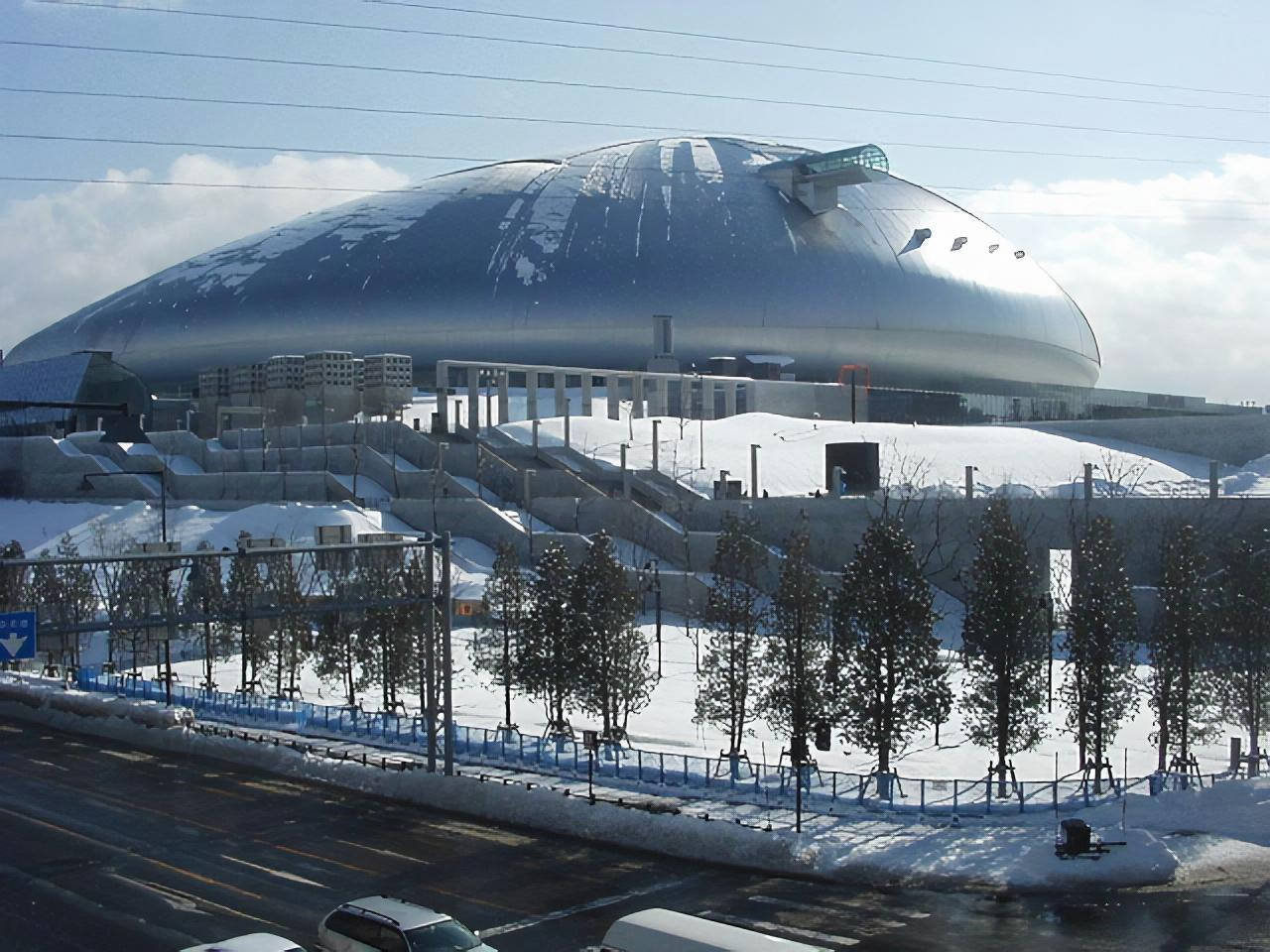
Sapporo Dome

- Hugo Maradona (1997-1998)
- Pereira (1996-1998)
- Will (2001, 2003)
- Kota Yoshihara (1996-1999)
- Koji Yamase (2000-2002)
- Yasuyuki Konno (2001-2003)
- Ryuji Bando (2000-2001)
- Yasuyuki Moriyama (2002-2003)
- Dido Havenaar (1997-1998)
- Jorge Dely Valdes (1997-1998)
- David Soria (1996-1997)
- Pedro Pedrucci (1990-1992) i (1993-1995)